# Сідак Василь Васильович
Васи́ль Васи́льович Сідак (нар. 10 січня 1947, Жденієво) — український різьбяр по дереву, член Національної спілки художників України з 1999 року.

## Біографія
Народився 10 січня 1947 в селі Жденевому (тепер селище міського типу Жденієво Воловецького району Закарпатської області). 1968 року закінчив Ужгородське училище прикладного мистецтва (навчався у Василя Свиди, Михайла Поповича).Був різьбярем у сувенірному цеху в Ужгороді. 

## Роботи
Роботи в галузі декоративно-прикладного мистецтва (художня обробка дерева). Його твори зберігаються у Закарпатському обласному  художньому музеї імені Й. Бокшая, Закарпатському музеї народної архітектури та побуту, приватних колекціях в Україні та за кордоном.
Основні твори:
- «Вознесіння» (1994);
- «На поточку» (1998);
- «Ангел-охоронець» (1999);
- «Золоте весілля» (2000);
- «Чардаш» (2000);
- «Виноградарі» (2001);
- «Лісоруби» (2001);
- «Сім'я» (2002);
- «Карпатська мадона» (2003);
- «Мамина школа» (2005);
- «Кохана моя» (2005);
- «Щедрувальники» (2006) тощо.‎‎‎‎

## Відзнаки
- Заслужений майстер народної творчості України (з 1995 року);
- Лауреат Національної премії України імені Тараса Шевченка (за 2008 рік; за серію дерев'яної скульптури)[3].